# Tayrac (Aveyron)
Tayrac é uma comuna francesa na região administrativa de Occitânia, no departamento de Aveyron. Estende-se por uma área de 15,73 km². Em 2010 a comuna tinha 184 habitantes (densidade: 11,7 hab./km²).